# Тауберретерсхајм
Тауберретерсхајм (њем. Tauberrettersheim) општина је у њемачкој савезној држави Баварска. Једно је од 52 општинска средишта округа Вирцбург. Према процјени из 2010. у општини је живјело 839 становника. Посједује регионалну шифру (AGS) 9679192.

## Географски и демографски подаци
Тауберретерсхајм се налази у савезној држави Баварска у округу Вирцбург. Општина се налази на надморској висини од 235 метара. Површина општине износи 8,6 km². У самом мјесту је, према процјени из 2010. године, живјело 839 становника. Просјечна густина становништва износи 98 становника/km².

## Међународна сарадња
| Мјесто         | Држава   | Врста сарадње | Од    |
| -------------- | -------- | ------------- | ----- |
| Бад Митерндорф | Аустрија | партнерство   | 2000. |
| Извор          |          |               |       |